# Microgobius cyclolepis
Microgobius cyclolepis är en fiskart som beskrevs av Gilbert, 1890. Microgobius cyclolepis ingår i släktet Microgobius och familjen smörbultsfiskar. IUCN kategoriserar arten globalt som livskraftig. Inga underarter finns listade i Catalogue of Life.